# Вартанян, Валентин Тигранович
Валентин Тигранович Вартанян (театральный псевдоним — Валик Анушаван, Вавик Вартанян) (арм. Վավիկ Վարդանյան; 28 декабря 1900, Губа, Бакинская губерния, Российская империя — 7 ноября 1967, Ереван, Армянская ССР, СССР) — советский армянский театральный и государственный деятель, режиссёр, актёр театра и кино, педагог, театровед. Народный артист Армянской ССР (1950).

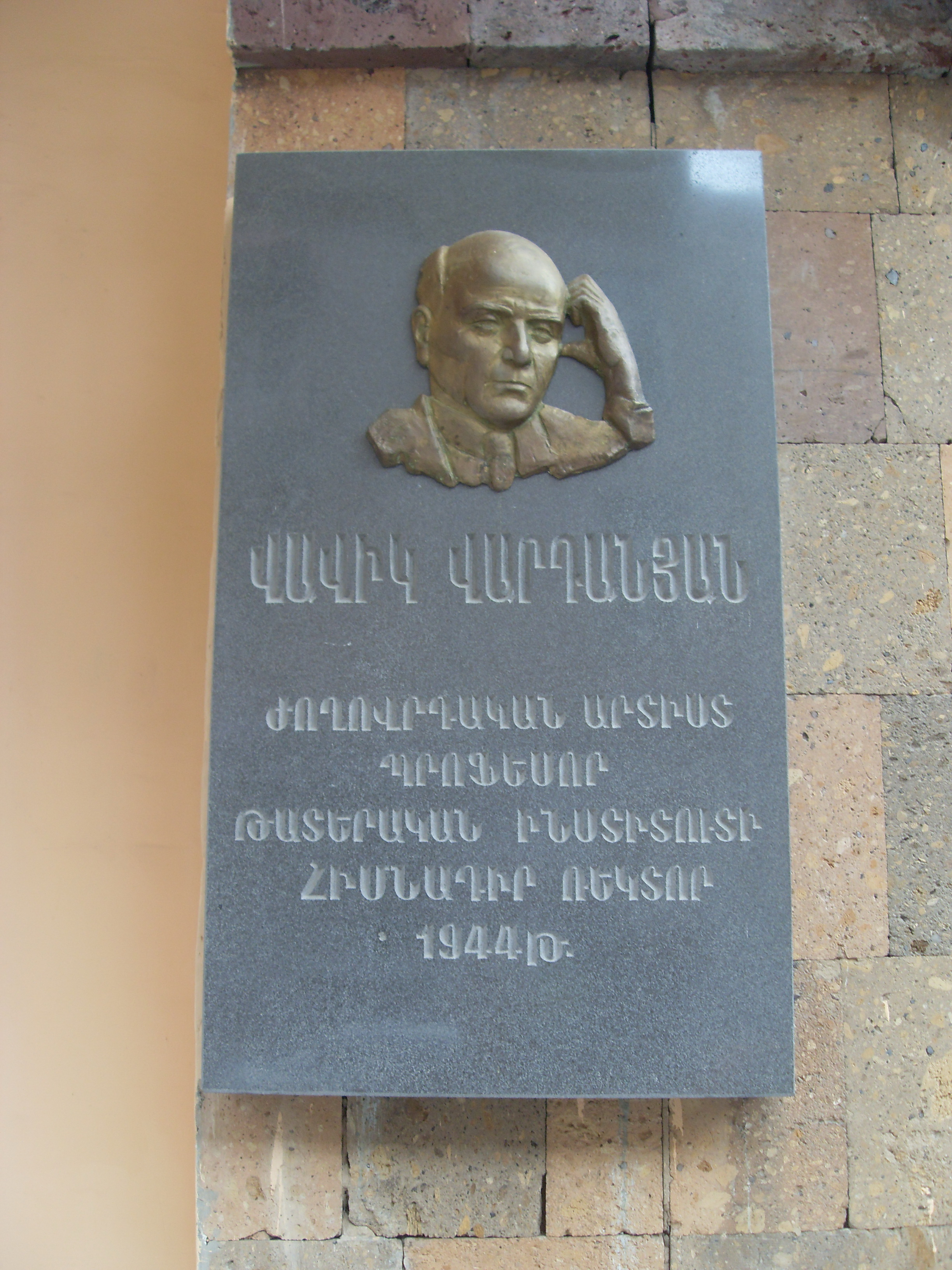
Мемориальная доска В. Варданяна на стене Ереванского государственного института театра и кино

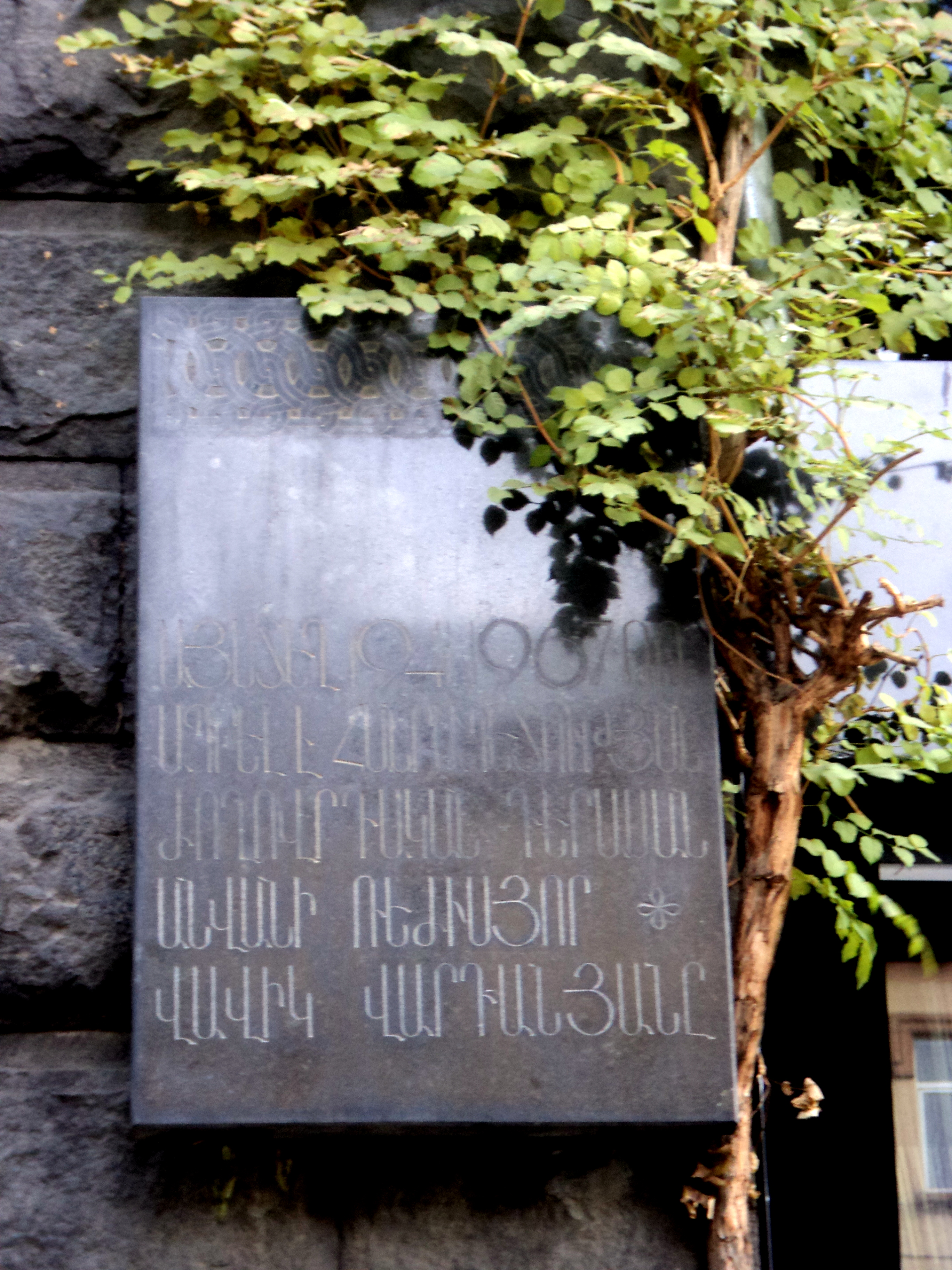
Мемориальная доска В. Варданяна на стене дома в Ереване, где он жил в 1941—1967 гг.

## Биография
Родился в интеллигентной семье. Брат Рузанны Вартанян, народной артистки Армянской ССР (1945).
Актёрскую деятельность начал в 1919 году, выступая в любительских коллективах, играл в спектаклях армянских театральных трупп, путешествующих по Закавказью. Был организатором и руководителем армянских драматических коллективов в Астрахани (1919) и Ставрополе. В 1920—1926 годах возглавлял новосозданный Ставропольский армянский театр.
После окончания в 1925 году армянской драматической студии в Москве, начал работать актёром и режиссёром в тбилисском армянском театре (ныне Тбилисский государственный армянский драматический театр имени П. Адамяна). С 1928 года — актёр, с 1936 года — режиссёр 1-го театра Армении в Ереване (ныне Академический театр имени Сундукяна).
С 1927 года вёл педагогическую деятельность в студии при Театре им. Сундукяна.
В 1944 году основал Ереванский театральный институт (на базе театрального училища им. Немировича-Данченко), преподавал в институте (с 1946 г. — профессор) (сейчас Ереванский государственный институт театра и кино). Был его первым директором до 1953 года.
В 1954—1958 годах — главный режиссёр Театра оперы и балета им. А. А. Спендиарова в Ереване.
Государственный и общественный деятель. В 1951—1955 годах работал заместителем Председателя Верховного Совета Армянской ССР, в 1953—1954 годах — заместителем министра культуры Армянской ССР, в 1952—1955 и в 1959—1965 годах был председателем правления Армянского театрального общества.
Автор ряда работ по истории армянского и зарубежного театра.
Кроме театральной деятельности, снимался в кино.

## Избранные театральные роли
- Сейран («Намус» Ширванзаде),
- Павлин, Актёр («Егор Булычев и другие», «На дне» Горького),
- Борис, Тихон («Гроза» А. Н. Островского),
- граф Альмавива («Женитьба Фигаро» Бомарше) и др.

## Поставил спектакли
- «Далёкое» А. Афиногенова (1936),
- «Беспокойная старость» Рахманова (1938),
- «Человек с ружьём» Н. Погодина (1938),
- «Ленин в 1918 году» Каплера и Златогоровой (1940),
- «Русские люди» (1942), «Русский вопрос» (1947) К. Симонова и др.

## Избранная фильмография
- 1932 — Поверженные вишапы (короткометражный) — крестьянин
- 1929 — Замаллу (другое название «Шагалинский мост») — Арташес
- 1929 — Гашим

## Награды
- Народный артист Армянской ССР (1950).
- Орден Ленина за выдающиеся заслуги в развитии армянского советского искусства и литературы и в связи с декадой армянского искусства и литературы в гор. Москве (27.06.1956).
- Орден «Знак Почёта» (04.11.1939) за выдающиеся заслуги в деле развития армянского театрального и музыкального искусства[1].